# El Ranchito, Oaxaca
El Ranchito är en ort i Mexiko.   Den ligger i kommunen Santiago Pinotepa Nacional och delstaten Oaxaca, i den sydöstra delen av landet, 400 km söder om huvudstaden Mexico City. El Ranchito ligger 233 meter över havet och antalet invånare är 130.
Terrängen runt El Ranchito är huvudsakligen platt, men söderut är den kuperad. El Ranchito ligger uppe på en höjd. Runt El Ranchito är det ganska tätbefolkat, med 60 invånare per kvadratkilometer. Närmaste större samhälle är Santiago Pinotepa Nacional, 12,5 km öster om El Ranchito. I omgivningarna runt El Ranchito växer huvudsakligen savannskog.